# Abidji
L'abidji és una llengua africana de la família nígero-congolesa, dins de la branca kwa que parlen els abidjis del sud-est de Costa d'Ivori. Hi ha entre 50.500 (1993, ethnologue) i 76.000 abidji-parlants. El seu Codi ISO 639-3 és abi i el seu codi al Glottolog és abid1235.

## Família lingüística
Segons l'ethnologue, l'abidji és una llengua nyo que pertany al subgrup de les llengües agnebys juntament amb l'abé i el adiokrou. Segons el glottolog, juntament amb l'abé i l'adiokrou formen les llengües agnebys que són llengües nyos, que al mateix temps són llengües kwes del Volta-Congo.

## Geolingüística i pobles veïns
L'abidji es parla en una concentració de dotze localitats a Costa d'Ivori, a les subprefectures de Sikensi i Dabou i l'àrea d'Agboville, a la regió d'Agneby-Tiassa, al districte de Lagunes. El territori en el que es parla l'abidji està situat a pocs quilòmetres al nord-oest de la ciutat de Dabou. En el seu entorn conviu amb quatre llengües més: l'adioukrou, el boulé, el jula i el francès.
Segons el mapa lingüístic de Costa d'Ivori de l'ethnologue, els abidjis tenen com a veïns als baules, a l'oest, els anyin morofos i els krobus al nord, el abés a l'est i adioukrous al sud.

## Gramàtica

### Morfologia: sistema verbal
L'abidji té un sistema directe de dos tons que fa un paper important en la llengua, principalment per l'ús de les derivacions dels temps verbals.

## Dialectologia i semblança amb altres llengües
Els dialectes de l'abidji són l'enyembe i l'ogbru.

## Sociolingüística i estatus de la llengua
L'abé és una llengua desenvolupada (EGIDS 5): Està estandarditzada té literatura i gaudeix d'un ús vigorós per persones de totes les edats i generacions tant en la llar com en societat en tots els àmbits tot i que no és totalment sostenible. Entre l'1 i el 5% del abidjis que la parlen com a primera llengua estan escolaritzats en la mateixa i entre el 25 i el 50% dels que hi estan ecolaritzats tenen l'abidji com a segona llengua. L'abidji s'escriu en alfabet llatí.